# 薩格特埃姆斯河
53°10′40″N 7°40′18″E / 53.1778°N 7.6718°E

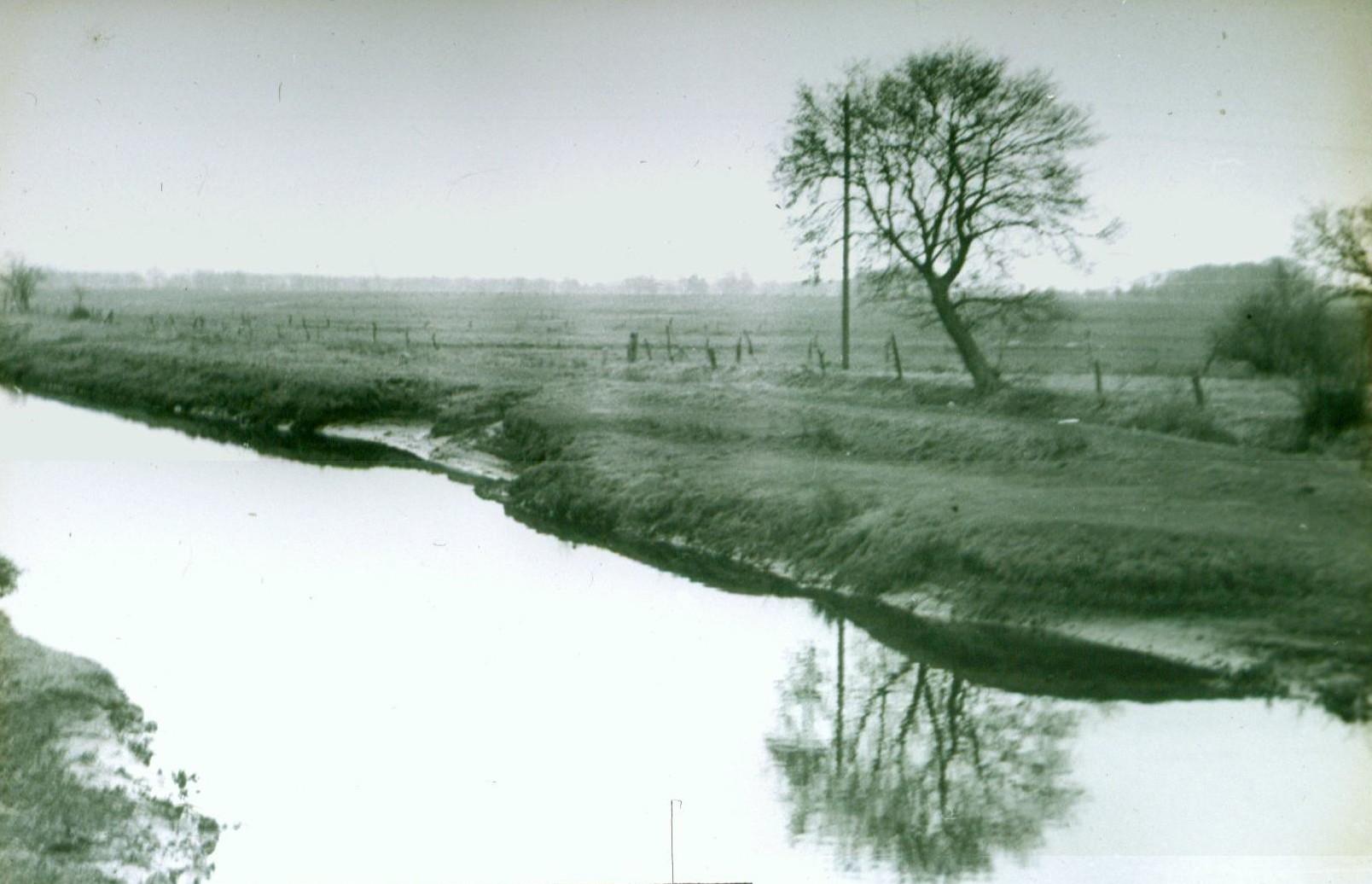

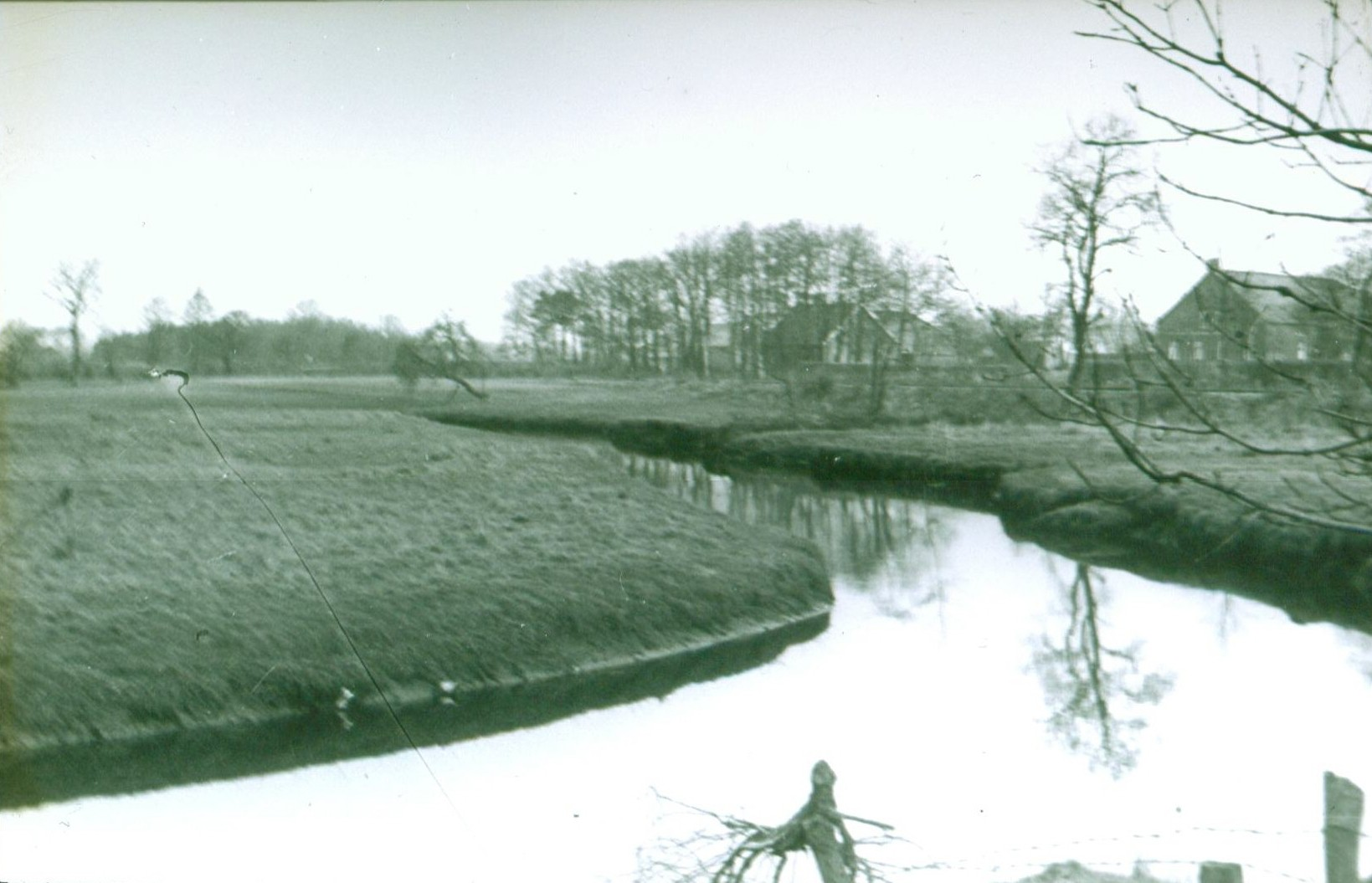

薩格特埃姆斯河（德語：Sagter Ems），是德國的河流，位於該國西北部，由下薩克森州負責管轄，處於克洛彭堡縣，該河流發源自弗里斯奥伊特以西。